# 76e division d'infanterie (France)
Pour les articles homonymes, voir 76e division d'infanterie.
La 76e division d'infanterie est une division d'infanterie de l'armée de terre française qui a participé à la Première Guerre mondiale.

## Les chefs de la76edivisiond’infanterie
- 8 septembre 1914 - 8 mars 1918 : général de Vassart d'Andernay
- 8 mars 1918 - 16 mars 1919 : général Siben
- 16 mars 1919 - 24 octobre 1920 : général Charpy

## Création et différentes dénominations
- 5 septembre 1914 : création de la Division de Vassart
- 26 septembre 1914 : prend le nom de 76e division d’infanterie

## Première Guerre mondiale

### Composition
- 157e régiment d’infanterie fin septembre 1914 à novembre 1918
- 163e régiment d’infanterie d’octobre 1914 à octobre 1916
- 210e régiment d’infanterie de juin 1915 à novembre 1918
- 227e régiment d’infanterie de juin 1915 à novembre 1918
- 5e régiment d’infanterie coloniale d’octobre 1914 juin 1915
- 6e régiment d’infanterie coloniale d’octobre 1914 juin 1915

### Historique
Constituée, le 5 septembre 1914, sous le nom de D.I. de Vassart (avec l'une des brigades de la  44e DI disloquée).

#### 1914 - 1915
- 5 -12 septembre : travaux au nord-est de Rambervillers.
- 12 – 22 septembre : offensive en direction du col de la Chipotte, et poursuite de l'ennemi, par Raon-l'Étape, jusque vers Celles.
- 22 – 26 septembre : retrait du front, et, à partir du 25, transport par V.F. dans la région de Toul.
- 26 septembre 1914 – 10 janvier 1916 : mouvement vers le sud-est de Saint-Mihiel. À la fin de septembre et en octobre 1914, engagée dans la bataille de Flirey : combats vers Bouconville ; puis occupation d'un secteur vers Saint-Agnant et le nord de Rambucourt. À partir du 12 mars 1915, mouvement de rocade, et occupation d'un nouveau secteur entre l'est de Flirey et le nord de Seicheprey.

5 - 10 avril : attaques françaises au bois de Mort Marc (1re bataille de la Woëvre).
10 mai : front réduit, à droite, jusqu'au centre du bois de Mort Marc.
1er octobre : front étendu, à gauche, jusque vers Saint-Agnant.

#### 1916
- 10 janvier – 16 mars : retrait du front ; instruction et travaux vers Lucey. À partir du 14 mars, transport par V.F. au nord-est de Ligny-en-Barrois.
- 16 mars – 16 avril : mouvement vers la région de Verdun. À partir du 23 mars, engagée dans la Bataille de Verdun, vers Béthincourt et le bois d'Avocourt :

À partir du 27 mars, réduction du front, à droite, jusqu'à la corne sud-est du bois d'Avocourt.
28 mars : attaque allemande contre le bois d'Avocourt et Malancourt.
29 mars : contre-attaque française.
À partir du 31 mars, retrait du front et repos à l'ouest de Verdun. À partir du 8 avril, occupation d'un secteur vers Avocourt et le bois Carré.
9 et 11 avril : attaques allemandes.
- 16 avril – 6 juin : retrait du front (éléments laissés en secteur jusqu'au 24 avril) ; repos vers Ligny-en-Barrois, puis, à partir du 30 avril vers Void. À partir du 24 mai, transport par V.F. dans la région de Bruyères ; repos.
- 6 juin – 28 novembre : mouvement vers le front ; occupation d'un secteur entre le col de Sainte-Marie et le col de la Chapelotte, étendu à droite, du 7 septembre au 1er novembre, jusqu'au nord du col du Bonhomme.
- 28 novembre – 14 décembre : retrait du front, et, à partir du 29 novembre, mouvement vers le camp de Saffais ; instruction.
- 14 décembre 1916 – 4 janvier 1917 : transport par V.F. au camp de la Valbonne ; instruction. À la fin décembre, embarquement pour Salonique.

#### 1917
- 4 janvier – 15 février : débarquement à Salonique ; mouvement vers Toptchi, puis vers Flórina.
- 15 – 23 février : mouvement vers l'Albanie ; opérations dans la région de Koritsa (Korçë) et vers le col de Tchafa Kiarits: progression jusqu'à Ersekë (jonction avec des éléments italiens).
- 23 février – 2 mars : retrait du front ; rassemblement vers Koritsa, puis dans la haute vallée du Dévoli.
- 2 mars – 6 août : occupation d'un secteur vers Koritsa. Engagée dans les Tentatives pour dégager Monastir : combats dans la région du lac Prespa ; le 11 mars, prise des positions ennemies, à l'ouest et au nord-ouest de Léskovéts. À partir du 19 mars, organisation et défense d'un secteur à l'ouest du lac de Prespa (éléments détachés jusqu'en août, et engagés dans la boucle de la Tchérna, puis dirigés sur l'isthme de Corinthe) :

1er avril : attaque du piton Rond.
25 juin : combats dans la région de Tomoros.
- 6 – 14 août : retrait du front (relève par des éléments russes) et mouvement vers Biklichta.
- 14 août 1917 – 19 avril 1918 : occupation d'un secteur au nord de Monastir, vers la cote 1248.

#### 1918
- 19 avril – 8 mai : retrait du front, mouvement vers la région de Florina ; travaux et instruction.
- 8 mai – 1er juillet : mouvement vers l'Albanie (éléments maintenus vers Léskovéts) ; occupation d'un secteur au sud-ouest du lac d'Okrida.
- 1er – 15 juillet : regroupement au sud de Florina ; travaux et instruction.
- 5 juillet – 14 septembre : mouvement vers Monastir et occupation d'un secteur dans cette région.
- 14 septembre – 11 novembre : engagée dans les opérations de rupture du Front de Macédoine : prise des cols de Lopatitsa et de Koukourétchani ; avance vers Prilep, Vélès, Uskub, Koumanovo, Egri Palanka et Kyoustendil. Transport par V.F. dans la région de Lom Palanka (éléments transportés à Rouchtchouk) ; puis mouvement vers Zayétchar, Yagoubitsa et Pojarévats.

#### Rattachements
Affectation organique :
- 10e Corps d’Armée, d’octobre 1914 à mai 1916
- Isolée, de mai à décembre 1916
- Armée d’Orient de décembre 1916 à début 1919

- 1re armée

5 septembre 1914 – 13 mars 1916
30 avril – 23 mai 1916
- 2e armée

14 mars – 29 avril 1916
- 7e armée

24 mai – 28 novembre 1916
- Intérieur

14 décembre 1916 – 3 janvier 1917
- D.A.L.

29 novembre – 13 décembre 1916
- Armée du Front Oriental

6 février 1917 – 11 novembre 1918

## L'entre-deux-guerres
À la fin de 1918 et en 1919, mouvement vers Séméndria ; embarquement à destination de Neusatz ; puis mouvement vers Szëgédio.